# National cup (damvolleyboll, England)
National Cup är en årlig cuptävling för damklubblag i volleyboll i England. Tävlingen arrangeras av Volleyball England sedan 1982.

## Resultat per år[1]
| Upplaga                   | Spelplats för finalen                | Vinnare                    | Finalresultat                             | Finalist                  |
| ------------------------- | ------------------------------------ | -------------------------- | ----------------------------------------- | ------------------------- |
| 1983 mer information      |                                      | ACS Hillingdon             |                                           | Spark                     |
| 1984 mer information      |                                      | ACS Hillingdon             |                                           | Spark                     |
| 1985 mer information      |                                      | ACS Hillingdon             |                                           |                           |
| 1986 mer information      |                                      | Sale                       |                                           | Ashcombe                  |
| 1987 mer information      |                                      | Sale                       |                                           | Ashcombe                  |
| 1988 mer information      |                                      | Ashcombe                   |                                           | Sale                      |
| 1989 mer information      |                                      | Britannia                  |                                           | Sovereign Leasing Sale    |
| 1990 mer information      |                                      | Brixton Knights            |                                           | Sovereign Leasing Sale    |
| 1991 mer information      |                                      | Mizuno Britannia           |                                           | Woolwich Brixton Knights  |
| 1992 mer information      |                                      | Woolwich Brixton           |                                           | Trafford                  |
| 1993 mer information      | Sheffield                            | Woolwich Brixton           |                                           | Sale                      |
| 1994 mer information      | Sheffield                            | Britannia Music City       |                                           | Sale                      |
| 1995 mer information      | Sheffield                            | Sale                       |                                           | Britannia Music City      |
| 1996 mer information      | Sheffield                            | Britannia Music City       |                                           | London Malory             |
| 1997 mer information      | Sheffield                            | London Malory              |                                           | Manchester United Salford |
| 1998 mer information      | Sheffield                            | London Malory              |                                           | Ashcombe Guildford        |
| 1999 mer information      | Sheffield                            | Loughborough Students VC   |                                           | London Malory             |
| 2000 mer information      | Sheffield                            | Ashcombe Dorking           |                                           | London Malory             |
| 2000/2001 mer information | Sheffield                            | London Malory              |                                           | Loughborough Students VC  |
| 2001/2002 mer information | Sheffield                            | London Malory              |                                           | Loughborough Students VC  |
| 2002 mer information      | Guildford                            | London Malory              |                                           | University of Birmingham  |
| 2003/2004 mer information | Guildford                            | London Malory              |                                           | Ashcombe Dorking          |
| 2004/2005 mer information | Loughborough                         | London Malory              |                                           | Loughborough Students VC  |
| 2005/2006 mer information | Sheffield                            | University of Birmingham   | 3 - 2 (25-21, 25-21, 23-25, 26-28, 15-13) | London Malory             |
| 2006/2007 mer information | Sheffield                            | Loughborough Students VC   | 3 - 2 (25-21, 19-25, 25-23, 21-25, 15-11) | London Malory             |
| 2007/2008 mer information | Bath                                 | University of London Union | 3 - 2 (20-25, 25-14, 16-25, 25-22, 15-10) | Polonia SideOut London    |
| 2008/2009 mer information | Sheffield                            | Swiss Cottage VC           | 3 - 0 (25-15, 25-13, 27-25)               | University of Birmingham  |
| 2009/2010 mer information | Crystal Palace                       | Leeds Carnegie 1           | 3 - 0 (26-24, 25-21, 25-22)               | Swiss Cottage VC          |
| 2010/2011 mer information | National Volleyball Centre Kettering | Polonia IMKA London        | 3 - 1 (25-15, 25-19, 17-25, 25-23)        | Leeds Carnegie 1          |
| 2011/2012 mer information | National Volleyball Centre Kettering | Leeds Carnegie 1           | 3 - 1 (19-25, 25-17, 25-14, 25-23)        | Swiss Cottage VC          |
| 2012/2013 mer information | National Volleyball Centre Kettering | Team Northumbria           | 3 - 0 (25-9, 25-14, 25-15)                | Malory Eagles             |
| 2013/2014 mer information | National Volleyball Centre Kettering | Team Northumbria           | 3 - 0 (25-14, 25-7, 25-11)                | Swiss Cottage VC          |
| 2014/2015 mer information | National Volleyball Centre Kettering | Team Northumbria           | 3 - 0 (25-19, 25-22, 26-24)               | Polonia SideOut London    |
| 2015/2016 mer information | National Volleyball Centre Kettering | Polonia SideOut London     | 3 - 2 (25-20, 21-25, 25-21, 16-25, 15-13) | Team Northumbria          |
| 2016/2017 mer information | National Volleyball Centre Kettering | Team Northumbria           | 3 - 2 (25-22, 20-25, 24-26, 25-19, 15-11) | Pulsepoint London Orcas   |
| 2017/2018 mer information | National Volleyball Centre Kettering | Team Northumbria           | 3 - 1 (24-26, 25-18, 25-20, 25-20)        | Team Durham               |
| 2018/2019 mer information | National Volleyball Centre Kettering | Durham Palatinates         | 3 - 0 (26-24, 25-21, 25-20)               | Team Northumbria          |
| 2021/2022 mer information | National Volleyball Centre Kettering | Polonia SideOut London     |                                           | Durham Palatinates        |
| 2022/2023 mer information | National Volleyball Centre Kettering | Durham Palatinates         | 3 - 1 (25-23, 25-22, 22-25, 25-17)        | Polonia SideOut London    |